# جغرافيا لغوية

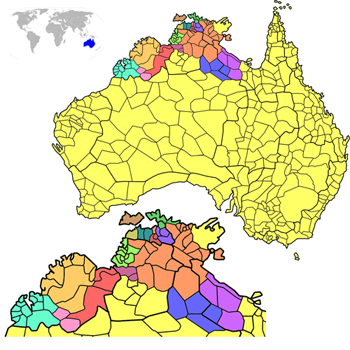
Bunaban
Wororan
Garawa
Giimbiyu
Gunwinyguan
Daly
Djamindjungan
Djeragan
Yiwaidjan
Laragiya
Limilngan
Nyulnyulan
Tiwi
Umbugarla
West Barkly

الجغرافيا اللغوية هي فرع من فروع الجغرافيا البشرية التي تدرس التوزيع الجغرافي للغة وعناصرها المكونة لها.

## مجالات الدراسة
وهناك مجالان رئيسيان لدراسة جغرافيا اللغة:

### جغرافيا اللغات
التي تدرس اللغة عبر التاريخ، وتهتم «بتحليل أنماط التوزيع والتركيبات المكانية للغات».

### علم اللغة الجيولوجي
ويدرس عند استخدامه كمجال فرعي للجغرافيا، "العمليات السياسية والاقتصادية والثقافية التي تؤثر على حالة اللغات وتوزيعها. عندما يُنظر إليه على أنه فرع فرعي من علم اللغة، وأحد التعريفات الأخرى هي "دراسة اللغات واللهجات المترابطة مع مختلف الاتجاهات المجتمعية والاقتصادية والأيديولوجية والسياسية وغيرها من الاتجاهات المعاصرة فيما يتعلق موقع جغرافي معين".
وتم اقتراح العديد من المصطلحات والتخصصات الفرعية الأخرى، ولكن لم يكتسب أي منها الكثير من الشهرة، بما في ذلك:
الجغرافيا اللغوية، هي التي تتعامل مع الاختلافات اللغوية الإقليمية داخل اللغة، وتسمى أيضًا «جغرافيا اللهجة» والتي يعتبرها البعض تقسيمًا فرعيًا لعلم اللغة الجيولوجي.

## مواضيع ذات صلة
- لسانيات
- لهجات